# Campiglossa salina
Campiglossa salina este o specie de muște din genul Campiglossa, familia Tephritidae. A fost descrisă pentru prima dată de Munro în anul 1951. Conform Catalogue of Life specia Campiglossa salina nu are subspecii cunoscute.